# Уендъл (град)
Вижте пояснителната страница за други значения на Уендъл.
Уендъл (на английски: Wendell) е град в окръг Гудинг, щата Айдахо, САЩ. Уендъл е с население от 2338 жители (2000) и обща площ от 2,9 km². Намира се на 1046 m надморска височина. ЗИП кодът му е 83355, а телефонният му код е 208.